# Kostoľany nad Hornádom
Kostoľany nad Hornádom (bis 1948 slowakisch „Kostolany nad Hornádom“ – bis 1927 „Kostelany“ oder „Koscelany“; ungarisch Hernádszentistván – bis 1907 Kosztolányszentistván) ist eine Gemeinde im Osten der Slowakei mit 1188 Einwohnern (Stand 31. Dezember 2024), die zum Okres Košice-okolie, einem Teil des Košický kraj gehört.

## Geographie

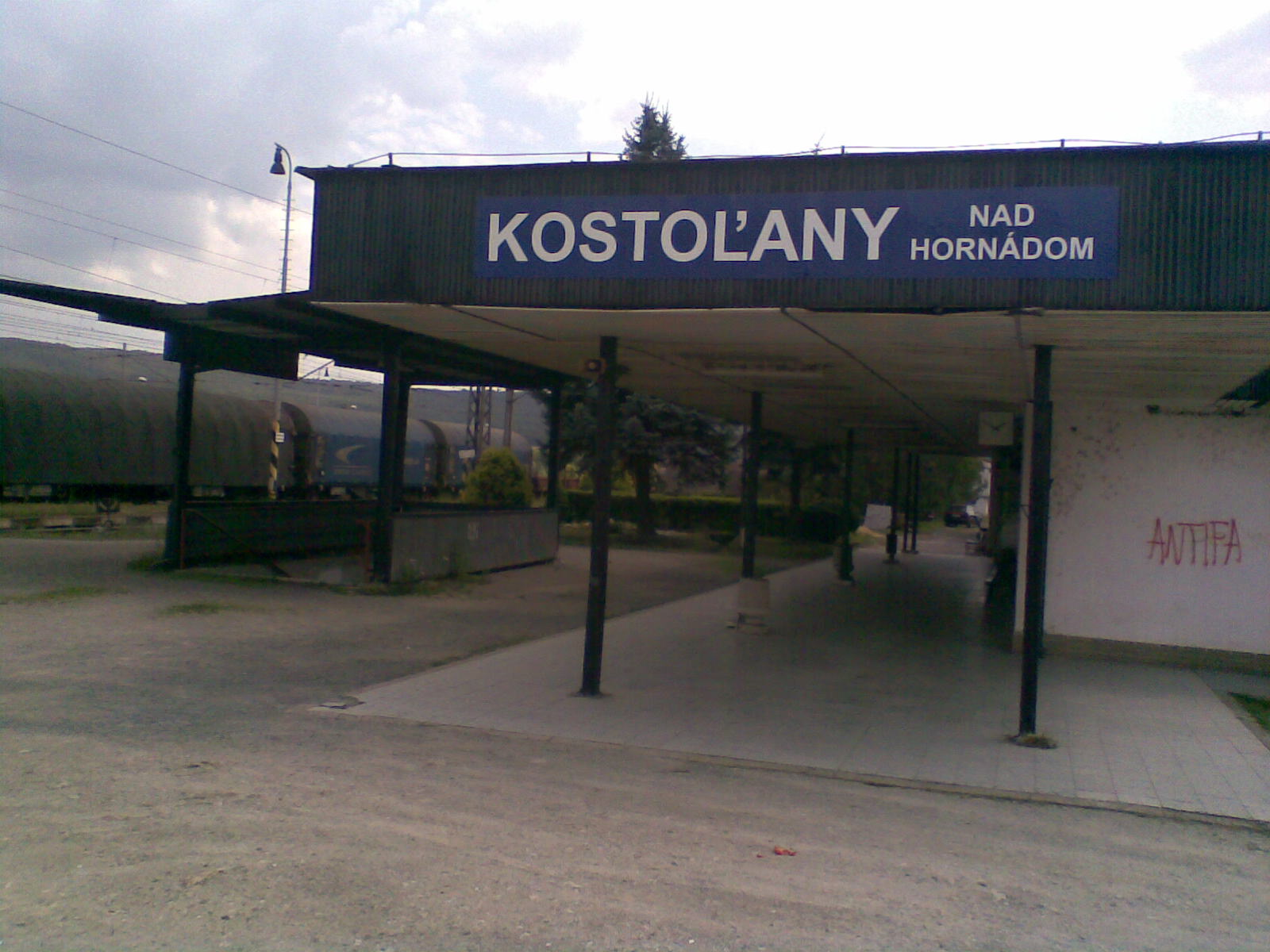
Bahnhof Kostoľany nad Hornádom an der Bahnstrecke Košice–Žilina

Die Gemeinde befindet sich im Hornádtal am Übergang vom Talkessel Košická kotlina in das Slowakische Erzgebirge, genauer dessen Unterteil Čierna hora. Das Ortszentrum liegt auf einer Höhe von 259 m n.m. und ist zehn Kilometer von Košice entfernt.
Nachbargemeinden sind Družstevná pri Hornáde im Norden und Osten, Košice (Stadtteile Ťahanovce, Sever und Kavečany) im Süden und Südwesten und Sokoľ im Nordwesten.

## Geschichte
Der Ort wurde zum ersten Mal 1423 als Zenthestwan schriftlich erwähnt, vier Jahre danach verzeichnete man hier neun Porta. Das Dorf gehörte anfangs zum Herrschaftsgut der nahen Burg Sokoľ, ehe 1429 die Stadt Kaschau neuer Gutsherr wurde und blieb so mit kurzen Unterbrechungen bis zur Abschaffung der Leibeigenschaft im Jahr 1848. 1828 zählte man 82 Häuser und 622 Einwohner, die in der Landwirtschaft und als Gemüsebauer beschäftigt waren. Im 20. Jahrhundert gab es hier eine Kunstdünger-Fabrik.
Bis 1918/1919 gehörte der im Komitat Sáros liegende Ort zum Königreich Ungarn und kam danach zur Tschechoslowakei beziehungsweise heute Slowakei. 1961 wurde Kostoľany nad Hornádom zusammen mit Malá Vieska und Teplica zur neuen Gemeinde Družstevná nad Hornádom vereinigt, seit dem 1. Januar 2003 ist der Ort wieder selbstständig.

## Bevölkerung
| Jahr                | 1994 | 2004 | 2014    | 2024    |
| ------------------- | ---- | ---- | ------- | ------- |
| Anzahl der Personen | 0    | 1199 | 1229    | 1188    |
| Unterschied         |      | –    | +2,50 % | −3,33 % |

| Jahr                | 2023 | 2024    |
| ------------------- | ---- | ------- |
| Anzahl der Personen | 1207 | 1188    |
| Unterschied         |      | −1,57 % |

Nach der Volkszählung 2011 wohnten in Kostoľany nad Hornádom 1202 Einwohner, davon 1106 Slowaken, vier Tschechen, zwei Magyaren und jeweils ein Jude, Mährer, Pole, Roma und Ukrainer; drei Einwohner waren anderer Ethnie. 82 Einwohner machten diesbezüglich keine Angabe. 949 Einwohner bekannten sich zur römisch-katholischen Kirche, 26 Einwohner zur griechisch-katholischen Kirche, 25 Einwohner zur evangelischen Kirche A. B., vier Einwohner zur orthodoxen Kirche, zwei Einwohner zur reformierten und jeweils ein Einwohner zur evangelisch-methodistischen Kirche, zur jüdischen Gemeinde und tschechoslowakisch-hussitischen Kirche; drei Einwohner bekannten sich zu einer anderen Konfession. 73 Einwohner waren konfessionslos und bei 117 Einwohnern wurde die Konfession nicht ermittelt.

## Bauwerke
- römisch-katholische Stephanskirche, ursprünglich 1480 im gotischen Stil errichtet, nach einem Umbau im Jahr 1774 im rokoko-klassizistischen Stil gestaltet

## Persönlichkeiten
- Matylda Pálfyová (1912–1944), Turnerin